# Гура (гміна)
Гміна Гура (пол. Gmina Góra) — місько-сільська гміна у південно-західній Польщі. Належить до Гуровського повіту Нижньосілезького воєводства.
Станом на 31 грудня 2011 у гміні проживало 20855 осіб.

## Територія
Згідно з даними за 2007 рік площа гміни становила 268.74 км², у тому числі:
- орні землі: 66.00%
- ліси: 23.00%

Таким чином, площа гміни становить 36.41% площі повіту.

## Населення
Станом на 31 грудня 2011:
| Опис     | Загалом | Загалом | Чоловіки | Чоловіки | Жінки | Жінки |
| -------- | ------- | ------- | -------- | -------- | ----- | ----- |
| одиниця  | осіб    | %       | осіб     | %        | осіб  | %     |
| все      | 20855   | 100     | 10259    | 49.19    | 10596 | 50.81 |
| міське   | 12503   | 100     | 6039     | 48.30    | 6464  | 51.70 |
| сільське | 8352    | 100     | 4220     | 50.53    | 4132  | 49.47 |

## Сусідні гміни
Гміна Гура межує з такими гмінами: Бояново, Вонсош, Ємельно, Нехлюв, Ридзина, Свенцехова.